# Kisel
Kisel (russisch Кизел) ist eine Stadt in der Region Perm (Russland) mit 19.587 Einwohnern (Stand 14. Oktober 2010).

## Geographie
Die Stadt liegt im westlichen Vorland des Mittleren Ural, etwa 200 km nordöstlich der Regionshauptstadt Perm am Fluss Kisel im Becken der Kama.
Die Stadt Kisel ist der Region administrativ direkt unterstellt und zugleich Verwaltungszentrum des gleichnamigen Rajons.
Kisel liegt an der 1879 eröffneten Bahnstrecke Tschussowoi (Tschussowaja) – Solikamsk.

## Geschichte
Kisel wurde um 1750 gegründet und erhielt 1926 Stadtrecht.
In der Stadt bestand das Kriegsgefangenenlager 346 für deutsche Kriegsgefangene des Zweiten Weltkriegs.
Mit Niedergang des einst bedeutenden Kohlebergbaus bzw. dessen Verlagerung in andere Gebiete sank die Einwohnerzahl bereits seit den 1960er Jahren erheblich.

### Bevölkerungsentwicklung
| Jahr | Einwohner |
| ---- | --------- |
| 1897 | 4.400     |
| 1939 | 39.365    |
| 1959 | 60.687    |
| 1970 | 46.264    |
| 1979 | 39.831    |
| 1989 | 36.746    |
| 2002 | 23.841    |
| 2010 | 19.587    |

Anmerkung: Volkszählungsdaten (1897 gerundet)